# 海口大英山机场
海口大英山机场，位于中國海南省海口市龙华区大英镇，距市区直线距离2.7公里。1934年9月启用，于1999年5月25日随海口美兰国际机场投入使用而关闭，飞行区等级为4D级，可满足波音757及以下级别客机的起降。

## 历史
20世纪30年代初，中华民国广东省政府拨款修建海口机场。并于1934年9月开辟广州–茂名-琼州(今海口)–北海–南宁航线，1939年因日军占领海南岛停止运营。此后1942年大日本航空开辟台北-广州-海口航线，1945年因日本投降停航。
1943年为满足太平洋战争后勤需要，日军对机场进行扩建。1949年中华民国政府拨款对机场进行小修，并将跑道改为沥青道面。
20世纪50年代海南岛战役后初期为军用机场，因国防安全需要对机场进行扩建。主跑道扩建至2,000m×60m ,新建1,500mX60m副跑道，与主跑道斜交叉。运行级别为4C级。
1956年归中国人民解放军海军航空兵管辖，并改为军民合用机场，同年开辟广州─湛江─海口民航航线。1958年新修500平米候机楼。1979年再次新建1,500平米候机楼和2,700平米停机坪。
1984年为满足需求，机场再次进行扩建，第一期工程将跑道长度延长至2,500米并在两端各新建60米安全道，于1985年完工并交付使用，建成后运行级别由4C级升为4D级。第二期工程建设新航站区，主要工程有4,760平方米航站楼，500平方米货运楼，49,632平方米停机坪及塔台，消防站，停车场等附属设施，于1989年投入使用。
80年代后期由于城市建设发展导致机场被夹在海口市、琼山市两市之间，加上当时机场无护栏，因而牲畜，行人，车辆误闯跑道导致飞机中断起飞/复飞的事件时有发生，为此于1993年修建围栏，巡逻道等。使机场秩序明显好转。
1988年海南建省并设立经济特区后，海南岛短暂迎来亚洲发达经济体的投资热潮，大英山机场一度开通过海口—东京航线，后因房地产泡沫破裂后于1992年停办至今。
1993年因跑道净空问题民航总局决定自11月20日起关闭夜航，后于12月22日重新开放。
1994年，新建2,395平方米国际航站楼，1995年投入使用。另有公安楼，货运仓库，机务维修库，职工宿舍等后勤项目修建。1996年再次关闭夜航直至机场关闭。 
1999年5月25日海口美兰国际机场投入使用，同日大英山机场关闭。

## 设施

### 跑道
设有长度为2,500米水泥跑道，PCN值为48／R／B／W／T，并配置有仪表着陆系统。09号跑道进近灯光系统全长900米，顺序闪光，标准为Ⅰ类仪表着陆。27号跑道进近灯光系统长400米，标准为目视着陆。

### 消防
消防车、指挥车等车辆共6部，l个消防用水蓄水池，航站区各主要部位均备有消防栓。消防等级为5级。并设有急救中心，配有救护车及急救设备。配备发电厂，水塔，航油库等设施，并配有安防设施及排水沟等。

## 现状
机场关闭后，机场跑道，滑行道周边的大部分土地使用权划归海航集团所有，海航集团在此建设了海航总部大厦，海南大厦等一批办公楼/住宅楼/商业广场等，海南省政府新办公大楼也坐落于此。
跑道，滑行道等现作为市政道路所使用，主跑道改造为现国兴大道。原航站楼现作为家具卖场使用，现已拆除。